# Ingrannes
Ingrannes és un municipi francès, situat al departament del Loiret i a la regió de Centre. L'any 2007 tenia 484 habitants.

## Demografia

### Població
El 2007 la població de fet d'Ingrannes era de 484 persones. Hi havia 175 famílies, de les quals 41 eren unipersonals (11 homes vivint sols i 30 dones vivint soles), 60 parelles sense fills, 67 parelles amb fills i 7 famílies monoparentals amb fills.
La població ha evolucionat segons el següent gràfic:
Habitants censats

### Habitatges
El 2007 hi havia 258 habitatges, 188 eren l'habitatge principal de la família, 66 eren segones residències i 4 estaven desocupats. 256 eren cases i 1 era un apartament. Dels 188 habitatges principals, 156 estaven ocupats pels seus propietaris, 23 estaven llogats i ocupats pels llogaters i 9 estaven cedits a títol gratuït; 2 tenien una cambra, 7 en tenien dues, 35 en tenien tres, 63 en tenien quatre i 81 en tenien cinc o més. 137 habitatges disposaven pel capbaix d'una plaça de pàrquing. A 53 habitatges hi havia un automòbil i a 121 n'hi havia dos o més.

### Piràmide de població
La piràmide de població per edats i sexe el 2009 era:
| Homes | Edats   | Dones |
| ----- | ------- | ----- |
| 0     | 95 o +  | 0     |
| 0     | 90 a 94 | 0     |
| 0     | 85 a 89 | 0     |
| 0     | 80 a 84 | 0     |
| 0     | 75 a 79 | 12    |
| 12    | 70 a 74 | 8     |
| 16    | 65 a 69 | 20    |
| 12    | 60 a 64 | 12    |
| 20    | 55 a 59 | 8     |
| 16    | 50 a 54 | 20    |
| 8     | 45 a 49 | 16    |
| 12    | 40 a 44 | 4     |
| 28    | 35 a 39 | 24    |
| 12    | 30 a 34 | 20    |
| 8     | 25 a 29 | 12    |
| 8     | 20 a 24 | 4     |
| 8     | 15 a 19 | 8     |
| 16    | 10 a 14 | 24    |
| 8     | 5 a 9   | 4     |
| 20    | 0 a 4   | 12    |

## Economia
El 2007 la població en edat de treballar era de 298 persones, 244 eren actives i 54 eren inactives. De les 244 persones actives 228 estaven ocupades (115 homes i 113 dones) i 17 estaven aturades (6 homes i 11 dones). De les 54 persones inactives 27 estaven jubilades, 14 estaven estudiant i 13 estaven classificades com a «altres inactius».

### Ingressos
El 2009 a Ingrannes hi havia 203 unitats fiscals que integraven 529,5 persones, la mediana anual d'ingressos fiscals per persona era de 20.194 €.

### Activitats econòmiques
Dels 13 establiments que hi havia el 2007, 1 era d'una empresa alimentària, 1 d'una empresa de fabricació d'altres productes industrials, 4 d'empreses de construcció, 2 d'empreses de comerç i reparació d'automòbils, 2 d'empreses d'hostatgeria i restauració i 3 d'empreses de serveis.
Dels 4 establiments de servei als particulars que hi havia el 2009, 1 era un paleta, 1 lampisteria, 1 empresa de construcció i 1 restaurant.
L'únic establiment comercial que hi havia el 2009 era una fleca.
L'any 2000 a Ingrannes hi havia 13 explotacions agrícoles que ocupaven un total de 440 hectàrees.

## Equipaments sanitaris i escolars
El 2009 hi havia una escola elemental integrada dins d'un grup escolar amb les comunes properes formant una escola dispersa.

## Poblacions més properes
El següent diagrama mostra les poblacions més properes.